# 수치 (1968년 영화)
《수치》(스웨덴어: Skammen, 영어: Shame)는 1968년 개봉한 스웨덴의 드라마 영화이다. 잉마르 베리만이 감독과 각본을 맡았다.

## 출연

### 주연
- 리브 울만
- 막스 폰 시도우

### 조연
- 거너 본스트랜드
- 버지타 발베르그
- 한스 알프레드슨
- Lars Amble